# Olympique Gymnaste Club de Nice-Côte d'Azur
L'OGC Nice és un club de futbol francès de la ciutat de Niça.

## Història
L'OGC Nice va ser fundat el 9 de juliol de 1904 amb el nom de Gymnaste Club de Nice. Les primeres activitats del club foren enfocades en la gimnàstica i els exercicis atlètics. El Gymnaste fou fundat pel marquès de Massengy d'Auzac, president de la Federació Esportiva dels Alps Marítims. Els primers colors del club foren el blau i el negre.
El 6 de juliol de 1908 el Gymnaste Club es divideix en dos, la secció bitlles mantingué el nom i restà afiliada a la FSAM; les altres seccions esdevingueren Gymnastes Amateurs Club de Nice i s'afiliaren a l'USFSA, l'organisme nacional més important, i una secció futbol fou finalment creada. El 6 d'octubre de 1910, el GACN torna a esdevenir Gymnaste Club de Nice.
El 20 de setembre de 1919 el GCN absorbeix el Gallia Football Athletic Club i adopta els seus colors vermell i negre.
El 22 de desembre de 1924, en el moment de la seva assemblea general el GCN es converteix en Olympique Gymnaste Club de Nice. La paraula "olímpic" estava en aquells moments de moda, ja que els Jocs del mateix nom s'acabaven de desenvolupar a França. L'any 1994 adoptà el nom actual.
Els jugadors són tradicionalment anomenats els Aguilons, ja que l'emblema de la ciutat de Niça i del club és una àguila.

## Palmarès
- 4 lligues franceses: 1951, 1952, 1956, 1959
- 3 copes de França: 1952, 1954, 1997

## Plantilla 2024-25
A 31 gener 2025
| N. | Pos. | Nac. | Jugador                                         |
| -- | ---- | --- | ----------------------------------------------- |
| 1  | POR  | [[Fitxer:Flag of Poland.svg\|23x15px\|border \|alt=Polònia\|link=Selecció de futbol de Polònia\|{{#if:\|]]                        | Marcin Bułka                                    |
| 2  | DEF  | [[Fitxer:Flag of Tunisia.svg\|23x15px\|border \|alt=Tunísia\|link=Selecció de futbol de Tunísia\|{{#if:\|]]                       | Ali Abdi                                        |
| 4  | DEF  | [[Fitxer:Flag of Brazil.svg\|23x15px\|border \|alt=Brasil\|link=Selecció de futbol del Brasil\|{{#if:\|]]                         | Dante (capità)                                  |
| 5  | DEF  | [[Fitxer:Flag of Egypt.svg\|23x15px\|border \|alt=Egipte\|link=Selecció de futbol d'Egipte\|{{#if:\|]]                            | Mohamed Abdelmonem                              |
| 6  | MIG  | [[Fitxer:Flag of Algeria.svg\|23x15px\|border \|alt=Algèria\|link=Selecció de futbol d'Algèria\|{{#if:\|]]                        | Hicham Boudaoui                                 |
| 7  | DAV  | [[Fitxer:Flag of Côte d'Ivoire.svg\|23x15px\|border \|alt=Costa d'Ivori\|link=Selecció de futbol de la Costa d'Ivori\|{{#if:\|]]  | Jérémie Boga                                    |
| 8  | MIG  | [[Fitxer:Flag of the Netherlands.svg\|23x15px\|border \|alt=Països Baixos\|link=Selecció de futbol dels Països Baixos\|{{#if:\|]] | Pablo Rosario                                   |
| 9  | DAV  | [[Fitxer:Flag of Nigeria.svg\|23x15px\|border \|alt=Nigèria\|link=Selecció de futbol de Nigèria\|{{#if:\|]]                       | Terem Moffi                                     |
| 10 | DAV  | [[Fitxer:Flag of Morocco.svg\|23x15px\|border \|alt=Marroc\|link=Selecció de futbol del Marroc\|{{#if:\|]]                        | Sofiane Diop                                    |
| 11 | MIG  | [[Fitxer:Flag of France (1794–1815, 1830–1974).svg\|23x15px\|border \|alt=França\|link=Selecció de futbol de França\|{{#if:\|]]   | Morgan Sanson                                   |
| 15 | DAV  | [[Fitxer:Flag of Germany.svg\|23x15px\|border \|alt=Alemanya\|link=Selecció de futbol d'Alemanya\|{{#if:\|]]                      | Youssoufa Moukoko (cedit pel Borussia Dortmund) |
| 19 | MIG  | [[Fitxer:Flag of Algeria.svg\|23x15px\|border \|alt=Algèria\|link=Selecció de futbol d'Algèria\|{{#if:\|]]                        | Badredine Bouanani                              |
| 20 | DEF  | [[Fitxer:Flag of France (1794–1815, 1830–1974).svg\|23x15px\|border \|alt=França\|link=Selecció de futbol de França\|{{#if:\|]]   | Tom Louchet                                     |
| 22 | MIG  | [[Fitxer:Flag of France (1794–1815, 1830–1974).svg\|23x15px\|border \|alt=França\|link=Selecció de futbol de França\|{{#if:\|]]   | Tanguy Ndombele                                 |

| N. | Pos. | Nac. | Jugador                                          |
| -- | ---- | --- | ------------------------------------------------ |
| 24 | DAV  | [[Fitxer:Flag of France (1794–1815, 1830–1974).svg\|23x15px\|border \|alt=França\|link=Selecció de futbol de França\|{{#if:\|]]  | Gaëtan Laborde                                   |
| 25 | DAV  | [[Fitxer:Flag of France (1794–1815, 1830–1974).svg\|23x15px\|border \|alt=França\|link=Selecció de futbol de França\|{{#if:\|]]  | Mohamed-Ali Cho                                  |
| 26 | DEF  | [[Fitxer:Flag of France (1794–1815, 1830–1974).svg\|23x15px\|border \|alt=França\|link=Selecció de futbol de França\|{{#if:\|]]  | Melvin Bard                                      |
| 28 | MIG  | [[Fitxer:Flag of France (1794–1815, 1830–1974).svg\|23x15px\|border \|alt=França\|link=Selecció de futbol de França\|{{#if:\|]]  | Baptiste Santamaria (cedit pel Stade Rennais FC) |
| 29 | DAV  | [[Fitxer:Flag of Côte d'Ivoire.svg\|23x15px\|border \|alt=Costa d'Ivori\|link=Selecció de futbol de la Costa d'Ivori\|{{#if:\|]] | Evann Guessand                                   |
| 31 | POR  | [[Fitxer:Flag of France (1794–1815, 1830–1974).svg\|23x15px\|border \|alt=França\|link=Selecció de futbol de França\|{{#if:\|]]  | Maxime Dupé                                      |
| 33 | DEF  | [[Fitxer:Flag of Senegal.svg\|23x15px\|border \|alt=Senegal\|link=Selecció de futbol del Senegal\|{{#if:\|]]                     | Antoine Mendy                                    |
| 44 | DEF  | [[Fitxer:Flag of France (1794–1815, 1830–1974).svg\|23x15px\|border \|alt=França\|link=Selecció de futbol de França\|{{#if:\|]]  | Amidou Doumbouya                                 |
| 45 | DAV  | [[Fitxer:Flag of Nigeria.svg\|23x15px\|border \|alt=Nigèria\|link=Selecció de futbol de Nigèria\|{{#if:\|]]                      | Victor Orakpo                                    |
| 55 | MIG  | [[Fitxer:Flag of Burundi.svg\|23x15px\|border \|alt=Burundi\|link=Selecció de futbol de Burundi\|{{#if:\|]]                      | Youssouf Ndayishimiye                            |
| 64 | DEF  | [[Fitxer:Flag of Canada (Pantone).svg\|23x15px\|border \|alt=Canadà\|link=Selecció de futbol del Canadà\|{{#if:\|]]              | Moïse Bombito                                    |
| 77 | POR  | [[Fitxer:Flag of Algeria.svg\|23x15px\|border \|alt=Algèria\|link=Selecció de futbol d'Algèria\|{{#if:\|]]                       | Teddy Boulhendi                                  |
| 92 | DEF  | [[Fitxer:Flag of France (1794–1815, 1830–1974).svg\|23x15px\|border \|alt=França\|link=Selecció de futbol de França\|{{#if:\|]]  | Jonathan Clauss                                  |

## Jugadors històrics destacats
- Marcel Aubour
- Dominique Baratelli
- Daniel Bravo
- André Chorda
- Dominique Colonna
- Carlos Curbelo
- Héctor De Bourgoing
- Just Fontaine
- Jean-Marc Guillou
- Jean-Noël Huck
- Roger Jouve
- Lionel Letizi
- Hugo Lloris
- Charly Loubet
- Jean Luciano
- Hervé Revelli
- Roger Piantoni
- Loïc Rémy
- Joseph Ujlaki
- Renato Civelli
- Pancho González
- Fabián Monzón
- Yeso Amalfi
- Ederson
- Josep Samitier
- Ricard Zamora
- Bakari Koné
- Joaquín Valle
- Nenad Bjeković
- Josip Katalinski
- Roby Langers
- Vic Nurenberg
- Mustafa El Haddaoui
- Leif Eriksson